# Аргентина на зимових Олімпійських іграх 1972
Аргентина на зимових Олімпійських іграх 1972 року, які проходили в японському Саппоро, була представлена 2 спортсменами (чоловіками) в одному виді спорту: гірськолижний спорт.
Аргентина вшосте взяла участь у зимовій Олімпіаді. Аргентинські спортсмени не здобули жодної медалі.

## Гірськолижний спорт
| Спосртсмен             | Дисципліна                   | Спуск 1 | Спуск 1 | Спуск 2 | Спуск 2 | Разом   | Разом |
| Спосртсмен             | Дисципліна                   | Час     | Місце   | Час     | Місце   | Час     | Місце |
| ---------------------- | ---------------------------- | ------- | ------- | ------- | ------- | ------- | ----- |
| Хорхе-Еміліо Лаззаріні | швидкісний спуск, чоловіки   |         |         |         |         | 2:08.29 | 51    |
| Карлос Пернер          | швидкісний спуск, чоловіки   |         |         |         |         | 2:03.69 | 47    |
| Хорхе-Еміліо Лаззаріні | гігантський слалом, чоловіки | 1:48.72 | 47      | 1:54.96 | 38      | 3:43.68 | 38    |
| Карлос Пернер          | гігантський слалом, чоловіки | ?       | 43      | DNF     | –       | DNF     | –     |

| Спортсмен              | Дисципліна       | Кваліфікація | Кваліфікація | Фінал   | Фінал | Фінал   | Фінал | Фінал   | Фінал |
| Спортсмен              | Дисципліна       | Час          | Місце        | Час 1   | Місце | Час 2   | Місце | Разом   | Місце |
| ---------------------- | ---------------- | ------------ | ------------ | ------- | ----- | ------- | ----- | ------- | ----- |
| Карлос Пернер          | слалом, чоловіки | DSQ          | –            | 1:08.72 | 41    | 1:07.80 | 30    | 2:16.52 | 30    |
| Хорхе-Еміліо Лаззаріні | слалом, чоловіки | 2:33.86      | 8            | 1:10.45 | 42    | 1:08.49 | 31    | 2:18.94 | 31    |